# Heinrich Suter
Heinrich Suter (1848-1922) va ser un matemàtic suís estudiós de la història de les matemàtiques i, sobre tot, de les matemàtiques àrabs antigues.

## Vida i Obra
Suter, fill d'un granger, va romandre a la propietat familiar, compaginant les feines del camp amb els seus estudis secundaris. El 1863 va estar estudiant llatí i grec i l'any següent es va matricular a la universitat de Zúric i a l'Escola Politècnica de Zuric en les quals va rebre classes de Christoffel, Reye i Wolf. Durant una estança a Berlín, on va estudiar amb Weierstrass, Kronecker i Kummer, també va aprofitar per estudiar història i filologia. El 1871 va obtenir el doctorat a la universitat de Zúric, amb una historia de les matemàtiques fins al segle xvi.
Després d'uns nomenaments eventuals de professor als instituts de Schaffhausen i St. Gallen, va ser professor a l'institut d'Aargau (1876-1886) i de Zúric (1886-1918).
Suter és recordat pels seus treballs en història de les matemàtiques i, sobre tot, pel seu treball bio-bibliogràfic sobre els matemàtics àrabs dels segles vuitè a setzè: Die Mathematiker und Astronomen der Araber: und ihre werke. Aquesta obra, que es va convertir en el text estàndard per molts anys, també el va convertir en la màxima autoritat en la transliteració dels noms propis àrabs.